# Догойське сільське поселення
Дого́йське сільське поселення (рос. Догойское сельское поселение) — сільське поселення у складі Могойтуйського району Забайкальського краю Росії.
Адміністративний центр — село Догой.

## Населення
Населення сільського поселення становить 859 осіб (2019; 1033 у 2010, 1140 у 2002).

## Склад
До складу сільського поселення входять:
| Населений пункт | Населення, осіб (2002) | Населення, осіб (2010) |
| --------------- | ---------------------- | ---------------------- |
| Догой, село     | 907                    | 669                    |
| Уронай, село    | 100                    | 125                    |
| Харганаша, село | 133                    | 239                    |